# Budimex
Budimex ist ein polnisches Bauunternehmen mit Sitz in Warschau. Das Unternehmen ist eine an der Warschauer Wertpapierbörse notierte polnische Aktiengesellschaft und das größte Bauunternehmen in Polen.
Als Generalunternehmer bietet Budimex Dienstleistungen in den Infrastrukturbereichen an: Bau von Straßen einschließlich Autobahnen, Schnellstraßen und Umgehungsstraßen, Schienen, Flughäfen, Kubatur, Energie, Industrieanlagen, Kläranlagen und anderen Umwelteinrichtungen, industrielles und ökologisches Bauen. Daneben ist Budimex im Facility-Management-Bereich (Service von Immobilien und Infrastruktureinrichtungen) und im Abfallmanagement tätig.
Budimex ist sowohl im polnischen Leitindex WIG30 und war bis zum 15. März 2024 auch im Nebenwerteindex mWIG40 gelistet.
Das Unternehmen wird mehrheitlich vom spanischen Baukonzern Ferrovial S.A. kontrolliert.

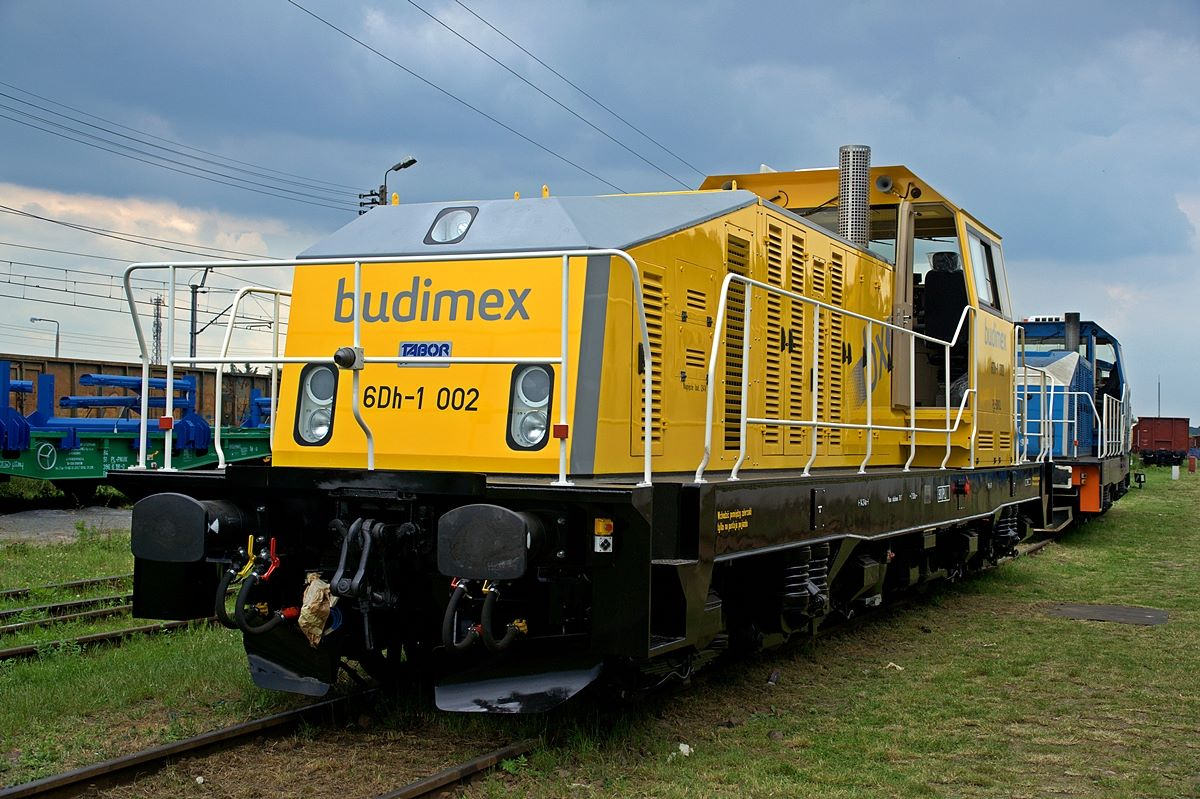
Diesellokomotive 6Dh-1 002 von Budimex

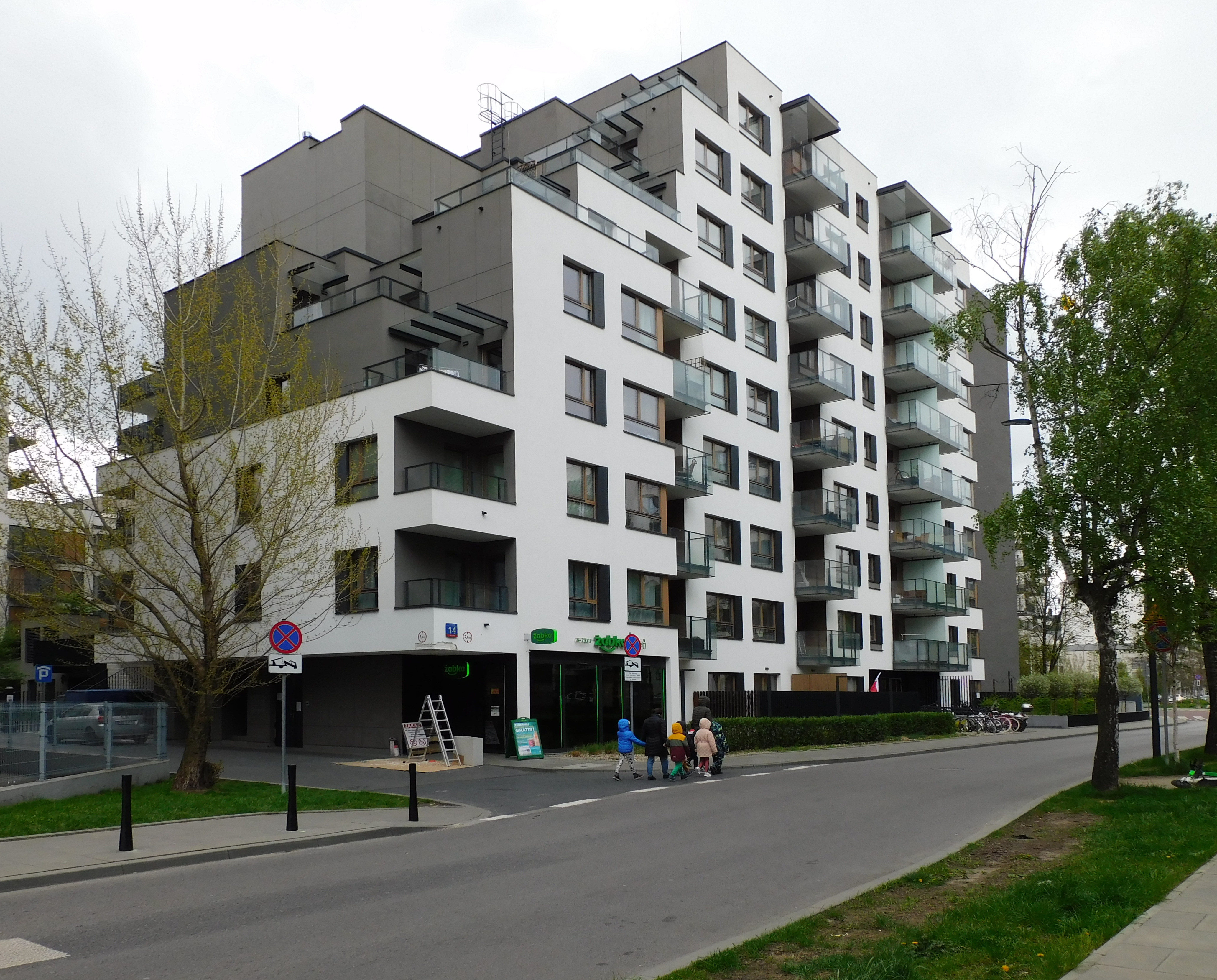
Von Budimex errichteter Wohnblock Woronicza in der Suwak-Straße 14 in Warschau

## Geschichte
Das Unternehmen wurde im Jahr 1968 gegründet und tätigte Investitionen im Ostblock und in einigen Staaten Afrikas und Asiens. In den ersten zehn Jahren wurden insgesamt 75.000 Verträge unterzeichnet. 1971 erfolgte die Gründung der Dromex Transport Construction Industry, die im Nahen Osten tätig wurde und beispielsweise in Libyen über 4000 Kilometer Straßen baute. Seit 1982 baute Budimex in Aktivitäten im europäischen Ausland und arbeitete u. a. mit Mannesmann zusammen. 1992 erfolgte die Privatisierung des Unternehmens, 1994 die Umwandlung in eine Aktiengesellschaft und 1995 die Notierung an der Warschauer Wertpapierbörse. Im Jahr 2000 stieg das spanische Bauunternehmen Ferrovial als strategischer Investor ein und übernahm eine Mehrheitsbeteiligung an Budimex. 2002 fusionierten zahlreiche Einzelunternehmen mit dem Namensbestandteil Budimex sowie die Unternehmen Dromex und Mostostal Kraków S.A. zur Aktiengesellschaft Budimex-Dromex S.A., deren Muttergesellschaft und Alleineigentümer Budimex war. 2009 fusionierten wiederum die beiden Aktiengesellschaften Budimex S.A. und Budimex-Dromex S.A. Dadurch wurden die Organisationsstruktur optimiert und die Aufsichts- und Verwaltungsstrukturen vereinfacht. 2012 wurde von Budimex und Ferrovial eine neue Tochtergesellschaft FBSerwis S.A. gegründet, die sich mit der Instandhaltung der Infrastruktur und Umweltdienstleistungen beschäftigt. 2013 wird Danwood Budimex verkauft. Budimex wird 2019 alleiniger Eigentümer von FBserwis. 2020 überschreitet Budimex zum ersten Mal die Schwelle von 8 Mrd. Złoty Umsatz. 2021 beschließt das Unternehmen, Budimex Nieruchomości zu verkaufen.

## Unternehmensstruktur
Budimex S.A. ist die Muttergesellschaft einer Unternehmensgruppe. Zur Unternehmensgruppe gehören die Tochtergesellschaften:
- Mostostal Kraków S.A.
- Budimex Budownictwo Sp. z o.o.
- Budimex Kolejnictwo S.A.
- FBSerwis S.A.
- Budimex Wrocław Parking Sp. z o.o.

## Anteilseigner
Die Anteilseigner an der Budimex S.A. (Stand: 2019) sind:
| Name                      | Anteil in % |
| ------------------------- | ----------- |
| Ferrovial                 | 55,1        |
| Aviva OFE Aviva Santander | 10,0        |
| Nationale-Nederlanden OFE | 5,3         |
| Streubesitz               | 29,5        |